# Robert Laurie (graveur)
Robert Laurie, né vers 1740 ou vers 1755 en Angleterre, et mort le 19 mai 1836 à Broxbourne, est un dessinateur et un graveur en manière noire.

## Biographie
Robert Laurie est né vers 1740 en Angleterre,, ou vers 1755,. Ses gravures portent sur des sujets religieux, sujets de genre et des portraits excellents. Il expose à la Royal Society of Arts de 1770 à 1776 qui l'a récompensé pour son habileté dans l'impression en couleur de manière noire.
Certaines sources situent la date de sa mort vers 1804,, mais la plus probable, et celle retenue par les sources d'autorité, est la date du 19 mai 1836, à Broxbourne.

## Œuvres

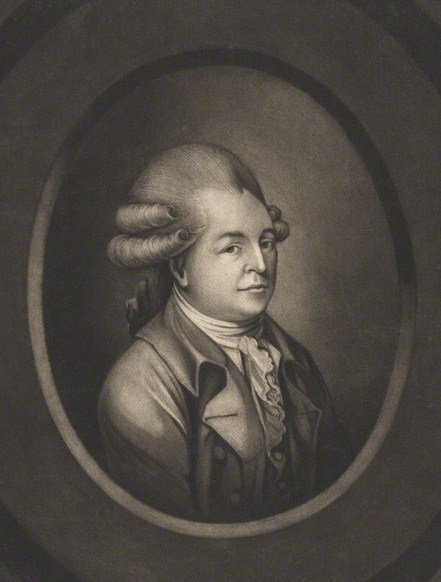
Portrait de James William Dodd (1740?–1796), un acteur anglais (1779, d'après Robert Dighton

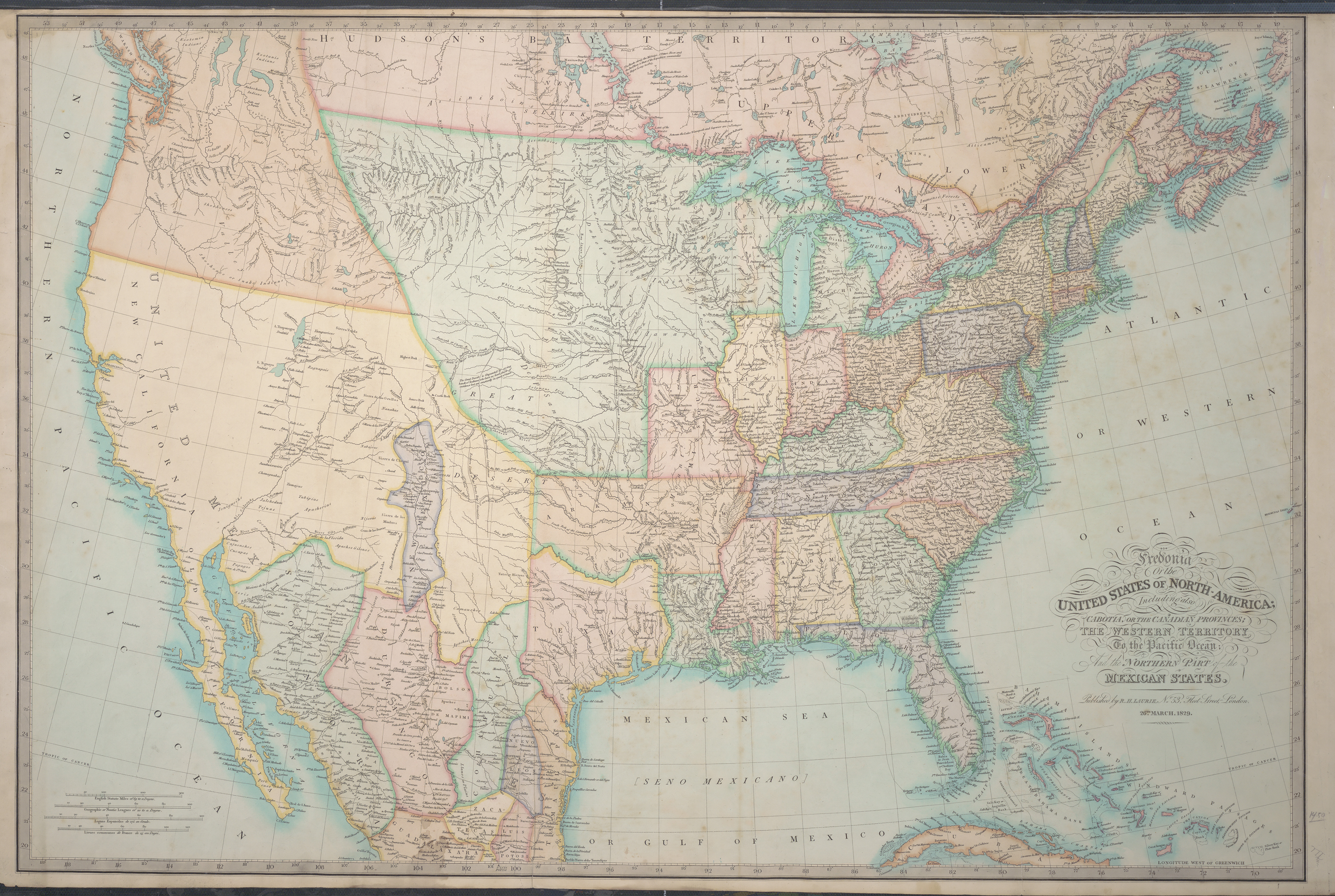
Laurie, Fredonia or the United States of North America, 1829

### Portraits
- George, Prince de Galles[1]
- Étienne-François Duc de Choiseul[1]
- Elisabeth, Duchesse d'Hamilton[1]
- James William Dodd[6]

### Sujet divers
- La Nativité[1]
- Le retour d'Égypte[1]